# Callithea batesii
Callithea batesii är en fjärilsart som beskrevs av William Chapman Hewitson 1850. Callithea batesii ingår i släktet Callithea och familjen praktfjärilar. Inga underarter finns listade i Catalogue of Life.